# TMEM140
TMEM140 (англ. Transmembrane protein 140) – білок, який кодується однойменним геном, розташованим у людей на 7-й хромосомі. Довжина поліпептидного ланцюга білка становить 185 амінокислот, а молекулярна маса — 20 419.
| 10         |  | 20         |  | 30         |  | 40         |  | 50         |
| ---------- |  | ---------- |  | ---------- |  | ---------- |  | ---------- |
| MAGPRPRWRD |  | QLLFMSIIVL |  | VIVVICLMFY |  | ALLWEAGNLT |  | DLPNLRIGFY |
| NFCLWNEDTS |  | TLQCHQFPEL |  | EALGVPRVGL |  | GLARLGVYGS |  | LVLTLFAPQP |
| LLLAQCNSDE |  | RAWRLAVGFL |  | AVSSVLLAGG |  | LGLFLSYVWK |  | WVRLSLPGPG |
| FLALGSAQAL |  | LILLLIAMAV |  | FPLRAERAES |  | KLESC      |  |            |

A: Аланін

C: Цистеїн

D: Аспарагінова кислота

E: Глутамінова кислота

F: Фенілаланін

G: Гліцин

H: Гістидин

I: Ізолейцин

K: Лізин

L: Лейцин

M: Метіонін

N: Аспарагін

P: Пролін

Q: Глутамін

R: Аргінін

S: Серин

T: Треонін

V: Валін

W: Триптофан

Локалізований у мембрані.